# 布法勞哈特 (伊利諾伊州)
布法勞哈特（英語：Buffalo Hart）是位於美國伊利諾伊州桑加蒙縣的一個非建制地區。該地的面積和人口皆未知。

## 地理
布法勞哈特的座標為39°54′50″N 89°26′51″W / 39.91389°N 89.44750°W，而該地的平均海拔高度為190米（即623英尺）。